# لي سيراك
لي سيراك (بالإنجليزية: Le Sérac)‏ هو أحد جبال سلسلة جبال الألب البرنية وجزء من القمة الأم فيلدورن يقع في كانتون فاليز، سويسرا. يبلغ ارتفاع الجبل حوالي 2817 متر، بينما يبلغ ارتفاع نتوء الجبل 257 متر.